# Jean Amrouche
Jean-Elmouhoub Amrouche (n. 7 februarie 1906, Ighil Ali, Franța – d. 16 aprilie 1962, Paris, Franța) a fost un poet algerian.
Născut într-o familie catolică în Kabylie, Algeria, Amrouche a emigrat împreună cu familia în Tunisia, pe când acesta era încă tânăr. Mai târziu s-a mutat la Paris pentru a studia.